# Agricultura nas Seicheles

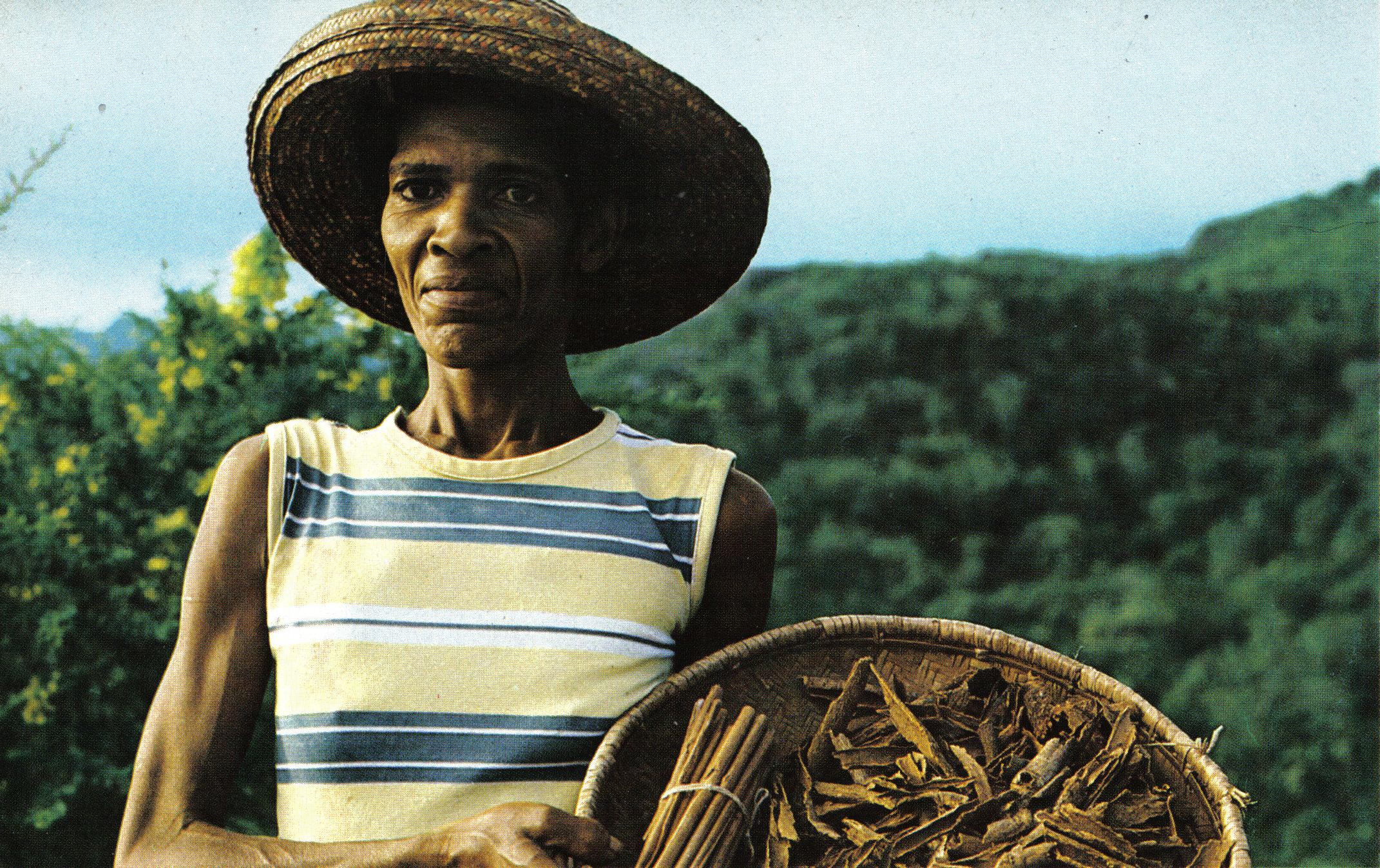
Uma produtora de canela nas Seicheles

O Ministério da Agricultura e dos Recursos Marinhos das Seicheles, em 1993, desistiu da administração de cinco fazendas estatais, que foram divididas em pequenas parcelas e arrendadas a indivíduos. Além disso, o setor agrícola consistia em fazendas estatais da Companhia de Desenvolvimento Agrícola de Seicheles (Sadeco) e as ilhas exteriores administradas pelo IDC; três outras grandes propriedades produzindo principalmente coco, canela e chá; cerca de 250 famílias dedicadas à produção em tempo integral de alimentos; e estima-se que 700 famílias trabalhem a tempo parcial. Muitos agregados familiares cultivam hortas e criam gado para consumo doméstico.
A área total cultivável dasilhas é de apenas cerca de 400 hectares. Embora a precipitação seja abundante, as estações chuvosa e seca são bem definidas. Melhores sistemas de irrigação e drenagem são necessários para melhorar as culturas alimentares. O governo tomou várias medidas para reduzir a dependência de alimentos importados, incluindo a desregulamentação da produção e comercialização e a redução do imposto sobre fertilizantes e equipamentos. Como resultado, a produção de hortaliças e frutas subiu de 505 toneladas em 1990 para 1.170 toneladas em 1992. Este aumento não foi acompanhado por uma diminuição proporcional nas importações de frutas e legumes, que atingiram 3.471 toneladas em 1992. O consumo local aparentemente aumentou e a substituição entre gêneros alimentícios importados e domésticos só foi possível em um grau limitado. Na maioria dos casos, o produto importado é significativamente mais barato, apesar do frete aéreo, impostos de importação e outros custos, necessitando de uma alta margem de importação pelo SMB para evitar a interrupção da produção doméstica.  Nem arroz, nem alimento básico, nem outros grãos podem ser cultivados nas ilhas.

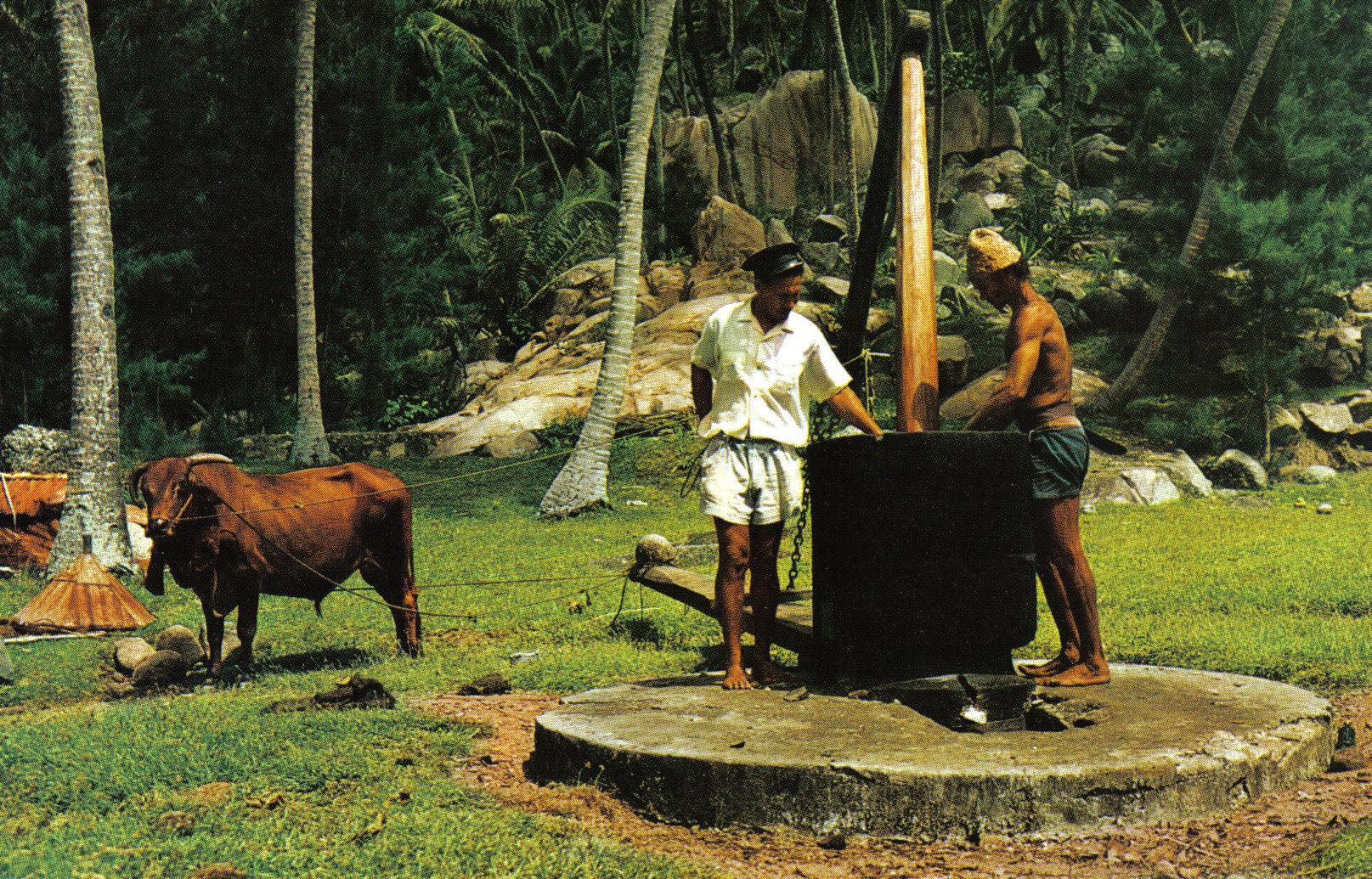
Produção de óleo de coco nas Seicheles

A expansão da produção pecuária é dificultada pela invasão de habitações e outros desenvolvimentos em terras agrícolas, bem como pelo aumento dos custos de mão-de-obra e ração animal. O número de bovinos abatidos em 1992 (329 cabeças) ficou praticamente inalterado em relação aos cinco anos anteriores. O abate de suínos (4.598) foi cerca de 45% maior do que em 1987, e a produção de frangos (439.068) aumentou em 60%.
As duas culturas tradicionais de exportação de copra (carne de coco seca da qual um óleo é produzido) e canela diminuíram muito devido ao alto custo de produção e pressão de concorrentes de baixo custo no mercado internacional. A baunilha, anteriormente importante, é produzida em uma escala muito pequena. O chá cultivado nas encostas nebulosas de Mahé é uma plantação mais recente, atendendo principalmente o mercado local.